# Herbert Hausmann
Willy Herbert Hausmann (* 10. April 1902 in Kassel; † 21. Januar 1980 in Berlin) war ein deutscher Ökonom und Politiker der SPD.

## Leben

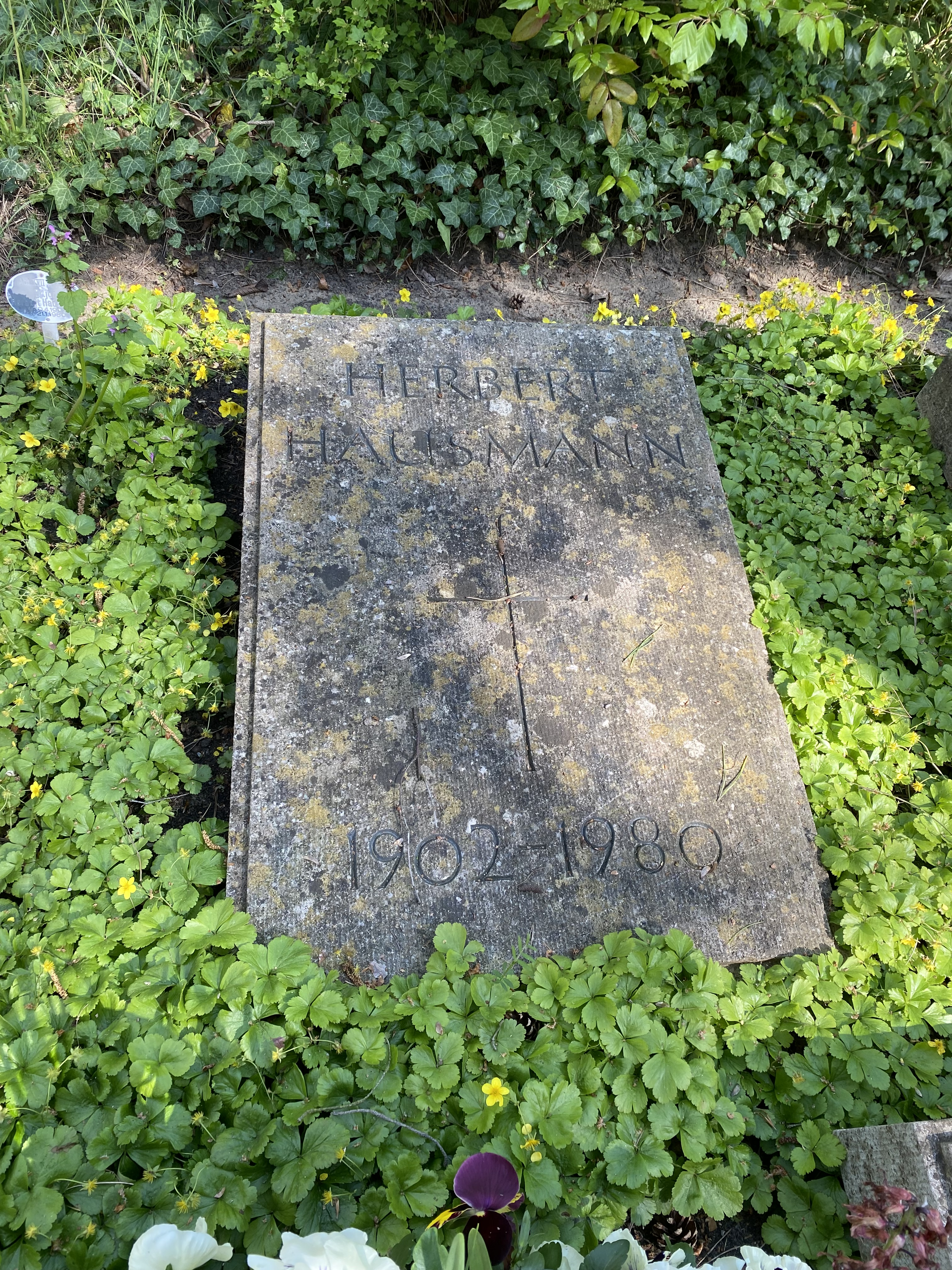
Grabstätte auf dem Waldfriedhof Zehlendorf

Hausmann studierte Wirtschaftswissenschaften und wurde 1925 mit einer Arbeit über „Die Wandlung in der Rechtsstellung des Aktionärs bei der Gewinnverteilung“ in Jena promoviert.
In den Jahren 1931 bis 1933 war er Stadtrat in Schweidnitz, er musste nach der Machtübernahme durch die Nationalsozialisten sein Amt aufgeben und ins Exil, u. a. in die Niederlande, gehen.
Nach dem Zweiten Weltkrieg kehrte er nach Deutschland zurück und leitete als Ministerialdirektor die Abteilung Verkehr des Ministeriums für Wirtschaft und Verkehr in Kiel. Anfang 1949 wurde er dort zum Landesdirektor bestellt.
Am 28. Juli 1949 wurde er auf Vorschlag des Berliner Oberbürgermeisters Ernst Reuter von der Stadtverordnetenversammlung von Berlin einstimmig zum Stadtrat für Verkehr und Betriebe gewählt und am 15. September vereidigt. Auch nach Inkrafttreten der neuen Berliner Verfassung von 1950 übte er das Amt weiterhin aus und war von 1951 bis 1953 als Senator für Verkehr und Betriebe Teil des ersten Berliner Senats Reuter.
Seine letzte Ruhestätte fand Herbert Hausmann auf dem Waldfriedhof Zehlendorf (Feld 058-195).

## Ehrungen
- 1972: Großes Verdienstkreuz der Bundesrepublik Deutschland